# ミヤマテッケイ属
ミヤマテッケイ属（ミヤマテッケイぞく、Arborophila）は、鳥綱キジ目キジ科に属する属。

## 分布
インド、インドネシア（ジャワ島、スマトラ島、ボルネオ島）、カンボジア、タイ、台湾、中華人民共和国、ネパール西部、ベトナム、ミャンマー、ラオス

## 形態
全長28-32cm。翼長12.5-16.8cm。尾羽の数は14枚。後肢はやや長い。趾の爪は長く、蹴爪がない。

## 分類
- Arborophila ardens　ハイナンミヤマテッケイ　Hainan partridge
- Arborophila atrogularis　ノドグロミヤマテッケイ　White-cheeked hill partridge
- Arborophila brunneopectus　チャムネミヤマテッケイ　Brown-breasted hill partridge
- Arborophila cambodiana　カンボジアミヤマテッケイ　Chesnut-headed partridge
- Arborophila charltonii　クリチャミヤマテッケイ　Chesnut-necklaced partridge
- Arborophila chloropus　アオアシミヤマテッケイ　Green-legged hill partridge
- Arborophila crudigularis　ミヤマテッケイ　Formosan hill partridge
- Arborophila davidi　サイゴンミヤマテッケイ　Orange-necked partridge
- Arborophila gingica　フッケンミヤマテッケイ　White-necklaced partridge
- Arborophila hyperythra　ジャワミヤマテッケイ　Red-breasted tree partridge
- Arborophila javanica　ジャワミヤマテッケイ　Chestnut-bellied tree partridge
- Arborophila mandellii　ムネアカミヤマテッケイ　Chesnut-breasted partridge
- Arborophila merlini　キアシミヤマテッケイ　Annam partridge
- Arborophila orientalis　スマトラミヤマテッケイ　Sumatran hill partridge
- Arborophila rufipectus　シセンミヤマテッケイ　Sichuan partridge
- Arborophila torqueola　チャガシラミヤマテッケイ　Common hill partridge

## 生態
森林に生息する。
食性は雑食で、果実、種子、昆虫などを食べる。
繁殖形態は卵生。確認されている種では地表に窪みを掘ってその上に植物を組み合わせた巣に卵を産む。

## 人間との関係
生息地では食用とされることもある。
開発による生息地の破壊、食用の狩猟などにより生息数が減少している種もいる。